# Cerithiella stiria
Cerithiella stiria is een slakkensoort uit de familie van de Newtoniellidae. De wetenschappelijke naam van de soort werd voor het eerst geldig gepubliceerd in 1906 door William Henry Webster.